# Liste der denkmalgeschützten Objekte in Piešťany
Die Liste der denkmalgeschützten Objekte in Piešťany enthält die 40 nach slowakischen Denkmalschutzvorschriften geschützten Objekte in der Gemeinde Piešťany im Okres Piešťany.

## Denkmäler
| Foto |                 | Denkmal / č. ÚZPF                                | Standort / Konskr. Nr.                                     | Offizielle Beschreibung               | Beschreibung                              | Metadaten                                                            |
| ---- | --------------- | ------------------------------------------------ | ---------------------------------------------------------- | ------------------------------------- | ----------------------------------------- | -------------------------------------------------------------------- |
| BW   | Datei hochladen | Kreuz(sk) ObjektID: 204-900/0                    | Standort KG: Kocurice Konskr.Nr.:                          |                                       |                                           | č. NKP: 204-900/0 Stand des NKP: 2012-02-08 Name: KRÍŽ               |
|      | Datei hochladen | Grabstein(sk) ObjektID: 204-973/0                | KG: Piešťany Konskr.Nr.:                                   | Goldstein F.;                         | für F. Goldstein, ?                       | č. NKP: 204-973/0 Stand des NKP: 2012-02-08 Name: NÁHROBNÍK          |
| ja   | Datei hochladen | Straßenbrücke(sk) ObjektID: 204-2346/0           | Standort KG: Piešťany Konskr.Nr.: 4345                     | Krajinský most                        | Provinzbrücke                             | č. NKP: 204-2346/0 Stand des NKP: 2012-02-08 Name: MOST CESTNÝ       |
| ja   | Datei hochladen | Badehalle(sk) ObjektID: 204-10790/0              | Beethovenova ul.5 Standort KG: Piešťany Konskr.Nr.: 1810   | solitér;Cour Salon                    | Salon Cour                                | č. NKP: 204-10790/0 Stand des NKP: 2012-02-08 Name: DVORANA KÚPEĽNÁ  |
| ja   | Datei hochladen | Kirchenruine(sk) ObjektID: 204-988/1             | Detvianska ul.9 Standort KG: Piešťany Konskr.Nr.: 326      | ruina;johanitský                      | Ruine Johanniter                          | č. NKP: 204-988/1 Stand des NKP: 2012-02-08 Name: KOSTOL RUINA       |
| ja   | Datei hochladen | elektrisches Kraftwerk(sk) ObjektID: 204-11573/0 | Hurbanova ul.21 ? Standort KG: Piešťany Konskr.Nr.: 6392   | solitér;Ružový mlyn                   | Rosa Mühle                                | č. NKP: 204-11573/0 Stand des NKP: 2012-02-08 Name: MLYN ELEKTRICKÝ  |
| ja   | Datei hochladen | Post(sk) ObjektID: 204-11210/0                   | Kukučínova ul.15 Standort KG: Piešťany Konskr.Nr.: 1669    | nárožná;Poštový a telegrafný úrad     | Eckhaus, Post- und Telegrafenamt          | č. NKP: 204-11210/0 Stand des NKP: 2012-02-08 Name: POŠTA            |
| ja   | Datei hochladen | Park(sk) ObjektID: 204-983/1                     | Kúpeľný ostrov Standort KG: Piešťany Konskr.Nr.:           | Kúpeľný park                          | Wellness Park                             | č. NKP: 204-983/1 Stand des NKP: 2012-02-08 Name: PARK               |
| ja   | Datei hochladen | Plastik(sk) ObjektID: 204-10701/1                | Kúpeľný ostrov KG: Piešťany Konskr.Nr.:                    | Chlóis;                               | Chloé                                     | č. NKP: 204-10701/1 Stand des NKP: 2012-02-08 Name: PLASTIKA         |
| ja   | Datei hochladen | Plastik(sk) ObjektID: 204-10701/2                | Kúpeľný ostrov KG: Piešťany Konskr.Nr.:                    | Hermes;                               | Hermes                                    | č. NKP: 204-10701/2 Stand des NKP: 2012-02-08 Name: PLASTIKA         |
| ja   | Datei hochladen | Plastik(sk) ObjektID: 204-10701/3                | Kúpeľný ostrov KG: Piešťany Konskr.Nr.:                    | Athéna;                               | Athene                                    | č. NKP: 204-10701/3 Stand des NKP: 2012-02-08 Name: PLASTIKA         |
| ja   | Datei hochladen | Plastik(sk) ObjektID: 204-10701/4                | Kúpeľný ostrov KG: Piešťany Konskr.Nr.:                    | Demeter;                              | Demeter                                   | č. NKP: 204-10701/4 Stand des NKP: 2012-02-08 Name: PLASTIKA         |
| ja   | Datei hochladen | Kurhaus(sk) ObjektID: 204-2528/1                 | Kúpeľný ostrov2 Standort KG: Piešťany Konskr.Nr.: 3590     | Thermia Palace                        | Thermenpalast                             | č. NKP: 204-2528/1 Stand des NKP: 2012-02-08 Name: DOM LIEČEBNÝ      |
| ja   | Datei hochladen | Park(sk) ObjektID: 204-2528/2                    | Kúpeľný ostrov Standort KG: Piešťany Konskr.Nr.:           | Park Thermie                          | Thermenpark                               | č. NKP: 204-2528/2 Stand des NKP: 2012-02-08 Name: PARK              |
| ja   | Datei hochladen | Badehaus(sk) ObjektID: 204-2463/0                | Kúpeľný ostrov4 Standort KG: Piešťany Konskr.Nr.: 3591     | Balneoterapia Irma                    | Badekurhaus Irma                          | č. NKP: 204-2463/0 Stand des NKP: 2012-02-08 Name: DOM KÚPEĽNÝ       |
| BW   | Datei hochladen | Schwimmbadgebäude(sk) ObjektID: 204-11264/1      | Kúpeľný ostrov9 Standort KG: Piešťany Konskr.Nr.: 3611     | Krytý bazén                           | Hallenbad                                 | č. NKP: 204-11264/1 Stand des NKP: 2012-02-08 Name: BUDOVA PLAVÁRNE  |
| BW   | Datei hochladen | Brückenschwimmbad(sk) ObjektID: 204-11264/2      | Kúpeľný ostrov9 Standort KG: Piešťany Konskr.Nr.: 3611     | otvorený;Bazén so skokan.mostíkom     | offenes Schwimmbad mit Brücke             | č. NKP: 204-11264/2 Stand des NKP: 2012-02-08 Name: BAZÉN S MOSTÍKOM |
| BW   | Datei hochladen | Kinderschwimmbad(sk) ObjektID: 204-11264/3       | Kúpeľný ostrov9 Standort KG: Piešťany Konskr.Nr.: 3611     | otvorený;Detský bazén                 | Freibad                                   | č. NKP: 204-11264/3 Stand des NKP: 2012-02-08 Name: BAZÉN DETSKÝ     |
| ja   | Datei hochladen | Badehaus(sk) ObjektID: 204-982/1                 | Kúpeľný ostrov12 Standort KG: Piešťany Konskr.Nr.: 3595    | Napoleón I                            |                                           | č. NKP: 204-982/1 Stand des NKP: 2012-02-08 Name: DOM KÚPEĽNÝ I.     |
| ja   | Datei hochladen | Badehaus(sk) ObjektID: 204-982/2                 | Kúpeľný ostrov10 Standort KG: Piešťany Konskr.Nr.: 3594    | Napoleón II                           |                                           | č. NKP: 204-982/2 Stand des NKP: 2012-02-08 Name: DOM KÚPEĽNÝ II.    |
| ja   | Datei hochladen | Badehaus(sk) ObjektID: 204-982/3                 | Kúpeľný ostrov8 Standort KG: Piešťany Konskr.Nr.: 3593     | Napoleón III                          |                                           | č. NKP: 204-982/3 Stand des NKP: 2012-02-08 Name: DOM KÚPEĽNÝ III.   |
| ja   | Datei hochladen | Stadtpark(sk) ObjektID: 204-11817/0              | Sad Andreja Kmeťa Standort KG: Piešťany Konskr.Nr.:        |                                       |                                           | č. NKP: 204-11817/0 Stand des NKP: 2012-02-08 Name: PARK MESTSKÝ     |
| ja   | Datei hochladen | Denkmal(sk) ObjektID: 204-979/2                  | Sad Andreja Kmeťa Standort KG: Piešťany Konskr.Nr.:        | Beethoven L.v.;                       | für Ludwig van Beethoven                  | č. NKP: 204-979/2 Stand des NKP: 2012-02-08 Name: POMNÍK             |
| ja   | Datei hochladen | Denkmal(sk) ObjektID: 204-979/3                  | Sad Andreja Kmeťa KG: Piešťany Konskr.Nr.:                 | Trajan-Benešovský;1586-1650,básnik    | für Adam Trajan Benešovský, Dichter       | č. NKP: 204-979/3 Stand des NKP: 2012-02-08 Name: POMNÍK             |
| ja   | Datei hochladen | Kurhaus(sk) ObjektID: 204-2462/0                 | Sad Andreja Kmeťa82 Standort KG: Piešťany Konskr.Nr.: 1788 | Slovan                                | Hotel Slovan                              | č. NKP: 204-2462/0 Stand des NKP: 2012-02-08 Name: DOM LIEČEBNÝ      |
| ja   | Datei hochladen | Kraftwerk(sk) ObjektID: 204-10852/0              | Staničná ul.51 Standort KG: Piešťany Konskr.Nr.: 2334      | dieselová;stará elektráreň            | altes Dieselkraftwerk                     | č. NKP: 204-10852/0 Stand des NKP: 2012-02-08 Name: ELEKTRÁREŇ       |
|      | Datei hochladen | Pranger(sk) ObjektID: 204-984/0                  | Štefánikova ul. KG: Piešťany Konskr.Nr.:                   |                                       |                                           | č. NKP: 204-984/0 Stand des NKP: 2012-02-08 Name: PRANIER            |
| ja   | Datei hochladen | Statue(sk) ObjektID: 204-985/0                   | Štefánikova ul. KG: Piešťany Konskr.Nr.:                   | sv.Vendelín;                          | St. Wendelin                              | č. NKP: 204-985/0 Stand des NKP: 2012-02-08 Name: SOCHA              |
| ja   | Datei hochladen | Statue auf Säule(sk) ObjektID: 204-986/0         | Štefánikova ul. KG: Piešťany Konskr.Nr.:                   | sv.Florián;                           | St. Florian                               | č. NKP: 204-986/0 Stand des NKP: 2012-02-08 Name: SOCHA NA STĹPE     |
| ja   | Datei hochladen | Kirche(sk) ObjektID: 204-987/0                   | Štefánikova ul.138 Standort KG: Piešťany Konskr.Nr.: 1397  | r.k.sv.Štefana;Farský kostol          | röm. katholische Pfarrkirche St. Stefan   | č. NKP: 204-987/0 Stand des NKP: 2012-02-08 Name: KOSTOL             |
| BW   | Datei hochladen | Villa(sk) ObjektID: 204-10791/0                  | Teplická ul.50 Standort KG: Piešťany Konskr.Nr.: 2284      | nárožná;                              | Eckhaus                                   | č. NKP: 204-10791/0 Stand des NKP: 2012-02-08 Name: VILA             |
| BW   | Datei hochladen | Villa mit Garten(sk) ObjektID: 204-976/0         | Teplická ul.83 Standort KG: Piešťany Konskr.Nr.: 2232      | Schneibnerova vila                    | Villa Schneibnerova                       | č. NKP: 204-976/0 Stand des NKP: 2012-02-08 Name: VILA SO ZÁHRADOU   |
| BW   | Datei hochladen | Hotel(sk) ObjektID: 204-10735/0                  | Winterova ul.16 Standort KG: Piešťany Konskr.Nr.: 1755     | nárožný;Hotel Lipa                    | Eckhaus, Hotel Lipa                       | č. NKP: 204-10735/0 Stand des NKP: 2012-02-08 Name: HOTEL            |
| ja   | Datei hochladen | Kurhaus(sk) ObjektID: 204-10792/0                | Winterova ul.19 Standort KG: Piešťany Konskr.Nr.: 1734     | radový;Zelený strom,detská liečebňa   | Reihenhaus, Grüner Baum, Kindersanatorium | č. NKP: 204-10792/0 Stand des NKP: 2012-02-08 Name: DOM LIEČEBNÝ     |
| ja   | Datei hochladen | Hotel(sk) ObjektID: 204-10793/0                  | Winterova ul.29 Standort KG: Piešťany Konskr.Nr.: 1739     | nárožný;Cour Hotel                    | Eckhaus, Hotel Cour                       | č. NKP: 204-10793/0 Stand des NKP: 2012-02-08 Name: HOTEL            |
| ja   | Datei hochladen | Kurhaus(sk) ObjektID: 204-10955/0                | Winterova ul.58 Standort KG: Piešťany Konskr.Nr.: 1776     | Hotel Excelsior                       | Hotel Excelsior                           | č. NKP: 204-10955/0 Stand des NKP: 2012-02-08 Name: DOM LIEČEBNÝ     |
| ja   | Datei hochladen | Hotel(sk) ObjektID: 204-10956/0                  | Winterova ul.60 Standort KG: Piešťany Konskr.Nr.: 1777     | Hotel Eden                            | Hotel Eden                                | č. NKP: 204-10956/0 Stand des NKP: 2012-02-08 Name: HOTEL            |
| ja   | Datei hochladen | Kolonnadenbrücke(sk) ObjektID: 204-2347/1        | Winterova ul.72 Standort KG: Piešťany Konskr.Nr.: 1783     | sklenený,peší;most promenádny         | gläserne Fußgängerbrücke, Promenade       | č. NKP: 204-2347/1 Stand des NKP: 2012-02-08 Name: MOST KOLONÁDOVÝ   |
| ja   | Datei hochladen | Plastik(sk) ObjektID: 204-2347/2                 | Winterova ul.72 Standort KG: Piešťany Konskr.Nr.: 1783     | Barlolámač;bronzová socha barlolámača | Bronzestatue gebrochene Krücken           | č. NKP: 204-2347/2 Stand des NKP: 2012-02-08 Name: PLASTIKA          |
| ja   | Datei hochladen | Denkmal(sk) ObjektID: 204-975/0                  | Žilinská cesta KG: Piešťany Konskr.Nr.:                    | rumunská armáda;Pomník rumun.vojakom  | für rumänische Soldaten                   | č. NKP: 204-975/0 Stand des NKP: 2012-02-08 Name: POMNÍK             |

## Legende
Die Tabelle enthält im Einzelnen folgende Informationen:
| Foto:                    | Fotografie des Denkmals. |
| Denkmal / č. ÚZPF:       | Die Übersetzung der Bezeichnung des Denkmals, wie sie vom Slowakischen Denkmalamt (Pamiatkový úrad Slovenskej republiky) verwendet wird. Die Originalbezeichnung ist unter dem Fragezeichen angegeben. Fehlt die Übersetzung, so wird die Originalbezeichnung direkt angezeigt. Weiters ist die Objekt-Identifikationsnummer (Objekt ID) angeführt. Sie ist die offizielle, in der Slowakei eindeutige Nummer č. ÚZPF inklusive der zugehörigen Zählnummer, wie sie in den Daten des Denkmalamtes angegeben wird. Da diese nur innerhalb eines Landkreises gezählt wird, ist dessen Nummer der Denkmalnummer vorangestellt. |
| Standort:                | Wenn in der Liste vorhanden, ist die Adresse angegeben. In Klammern kann sich noch eine zusätzliche Adresse befinden, wenn es beispielsweise ein Eckhaus ist. Bei freistehenden Objekten ohne Adresse (zum Beispiel bei Bildstöcken) ist eine Adresse angegeben, die in der Nähe des Objekts liegt. Durch Aufruf des Links Standort wird die Lage des Denkmals in verschiedenen Kartenprojekten angezeigt. Darunter sind die Katastralgemeinde (KG) und, wenn vorhanden, die Konskriptionsnummer (Konskr. Nr.) angegeben.                                                                                                   |
| Offizielle Beschreibung: | Es ist die Kurzbeschreibung auf Slowakisch, wie sie in den offiziellen Listen angegeben ist, eingetragen. |
| Beschreibung:            | Kurze Angaben zum Denkmal auf Deutsch. |
| Metadaten:               | Zusätzlich werden, wenn in den persönlichen Einstellungen das Helferlein Dauerhaftes Einblenden von Metadaten aktiviert ist, ebensolche angezeigt. |

- Karte mit allen Koordinaten:
- OSM |
- WikiMap